# La Rivière (Isère)
Pour les articles homonymes, voir La Rivière.
La Rivière est une commune française située géographiquement dans le massif du Vercors, administrativement dans le département de l'Isère et en région Auvergne-Rhône-Alpes, autrefois rattachée au Dauphiné.
La commune, de dimension modeste, essentiellement rurale et agricole, est adhérente à la Communauté de communes Saint-Marcellin Vercors Isère Communauté dont le siège est situé à Saint-Marcellin, ainsi qu'au Parc naturel régional du Vercors dont le siège est situé à Lans-en-Vercors.
Selon l'ouvrage de Patrick Ollivier-Elliot dénommé Vercors safari-patrimoine, la commune doit son nom à sa proximité avec l'Isère « où autrefois émergeaient des zones humides que l'Isère formait ou détruisait au gré de ses humeurs ». Le même ouvrage précise que la paroisse se dénomma Saint-Joseph-de-la-Rivière jusqu'à la Révolution française.
La commune qui compte de nombreux champs de noyers se situe également dans la zone d'AOC fruitière qui produit la Noix de Grenoble.
Les habitants de la commune se dénomment les Rivarains et la mairie se situe à 200 mètres d'altitude.

## Géographie

### Situation et description
La commune de La Rivière se situe dans le canton du Sud Grésivaudan, à 28 km de l'agglomération grenobloise, au pied du massif du Vercors, sur la rive gauche de la rivière Isère dont elle semble tirer son nom. Traversée par l'ancienne route royale puis nationale qui va de Grenoble à Valence, le territoire communal est également bordé par les falaises de la partie septentrionale du massif du Vercors, donnant sur le soleil couchant.
L'ensemble de la zone habitable, essentiellement rurale, est située dans la partie occidentale de vallée de l'Isère connue sous le vocable de Sud Grésivaudan, terme repris officiellement par le Conseil départemental de l'Isère. Une bonne partie de son territoire compte essentiellement des forêts sur son versant montagneux.

### Climat
Pour des articles plus généraux, voir Climat d'Auvergne-Rhône-Alpes et Climat de l'Isère.
En 2010, le climat de la commune est de type climat océanique altéré, selon une étude du Centre national de la recherche scientifique s'appuyant sur une série de données couvrant la période 1971-2000. En 2020, Météo-France publie une typologie des climats de la France métropolitaine dans laquelle la commune est exposée à un climat de montagne ou de marges de montagne et est dans la région climatique Alpes du nord, caractérisée par une pluviométrie annuelle de 1 200 à 1 500 mm, irrégulièrement répartie en été.
Pour la période 1971-2000, la température annuelle moyenne est de 11,7 °C, avec une amplitude thermique annuelle de 19,3 °C. Le cumul annuel moyen de précipitations est de 1 319 mm, avec 10,6 jours de précipitations en janvier et 7,2 jours en juillet. Pour la période 1991-2020, la température moyenne annuelle observée sur la station météorologique de Météo-France la plus proche, « Coublevie », sur la commune de Coublevie à 16 km à vol d'oiseau, est de 13,0 °C et le cumul annuel moyen de précipitations est de 1 121,0 mm,. Pour l'avenir, les paramètres climatiques de la commune estimés pour 2050 selon différents scénarios d'émission de gaz à effet de serre sont consultables sur un site dédié publié par Météo-France en novembre 2022.

### Géologie
Le territoire communal de La Rivière se situe sur le départ de deux failles traversant le nord du massif du Vercors et dont l'origine commune se situe dans la vallée de l'Isère en aval de Rovon.
Au sud du ravin de l'Échinard (ou de l'Auchinard) qui débouche au sud du bec de l'Orient, montagne qui sépare les territoires des communes de Saint-Quentin-sur-Isère, Montaud et La Rivière, le tracé de la cassure se poursuit en biais à flanc de montagne dans le versant qui tombe directement sur cette partie de la  vallée de l'Isère. La crête occidentale où est situé le Bec de l'Orient est composée de roches urgoniennes.

### Hydrographie
Le territoire communal est sillonné de plusieurs cours d'eau, dont on peut découvrir la liste, ci-dessous :
- l'Isère, un des principaux affluents du Rhône qui délimite la partie occidentale du territoire de la commune. Cette rivière draine toute la vallée du sud Grésivaudan et reste, en règle générale, d'un débit très abondant tout au long de l'année.
- la Laune ;
- le torrent de l'Échinard (ou de l'Auchinard) ;
- le ruisseau de Fessole ;
- le ruisseau de la Verdeppe, d'une longueur de 1,1 km ;
- le torrent du Versoud, d'une longueur de 7,2 km[10].

### Voies routières et transport public

#### Voies routières
L'ancienne route nationale 532 ou « RN 532 », déclassée en 2006 dans tout le département de l’Isère en « RD 1532 », est une ancienne route nationale française reliant Saint-Péray (Ardèche) à Grenoble (Isère). Elle traverse le territoire communal depuis le nord (commune de Saint-Quentin-sur-Isère) vers le sud (commune de Saint-Gervais).

#### Transport ferroviaire
La gare ferroviaire la plus proche est la gare de Tullins-Fures, située sur le territoire de la commune de Tullins, à proximité du quartier de Fures.

#### Autres transports publics

##### Lignes d'autocars
La commune est desservie par la ligne 5000 du réseau interurbain de l'Isère, gérée et organisée par la région Auvergne-Rhône-Alpes.

## Urbanisme

### Typologie
Au 1er janvier 2024, La Rivière est catégorisée bourg rural, selon la nouvelle grille communale de densité à sept niveaux définie par l'Insee en 2022.
Elle est située hors unité urbaine. Par ailleurs la commune fait partie de l'aire d'attraction de Grenoble, dont elle est une commune de la couronne,. Cette aire, qui regroupe 204 communes, est catégorisée dans les aires de 700 000 habitants ou plus (hors Paris),.

### Occupation des sols
L'occupation des sols de la commune, telle qu'elle ressort de la base de données européenne d’occupation biophysique des sols Corine Land Cover (CLC), est marquée par l'importance des forêts et milieux semi-naturels (68,6 % en 2018), une proportion sensiblement équivalente à celle de 1990 (68,7 %). La répartition détaillée en 2018 est la suivante : 
forêts (63,1 %), cultures permanentes (11,4 %), terres arables (10,3 %), zones agricoles hétérogènes (5,7 %), milieux à végétation arbustive et/ou herbacée (4 %), eaux continentales (2,6 %), zones urbanisées (1,5 %), espaces ouverts, sans ou avec peu de végétation (1,5 %). L'évolution de l’occupation des sols de la commune et de ses infrastructures peut être observée sur les différentes représentations cartographiques du territoire : la carte de Cassini (XVIIIe siècle), la carte d'état-major (1820-1866) et les cartes ou photos aériennes de l'IGN pour la période actuelle (1950 à aujourd'hui).

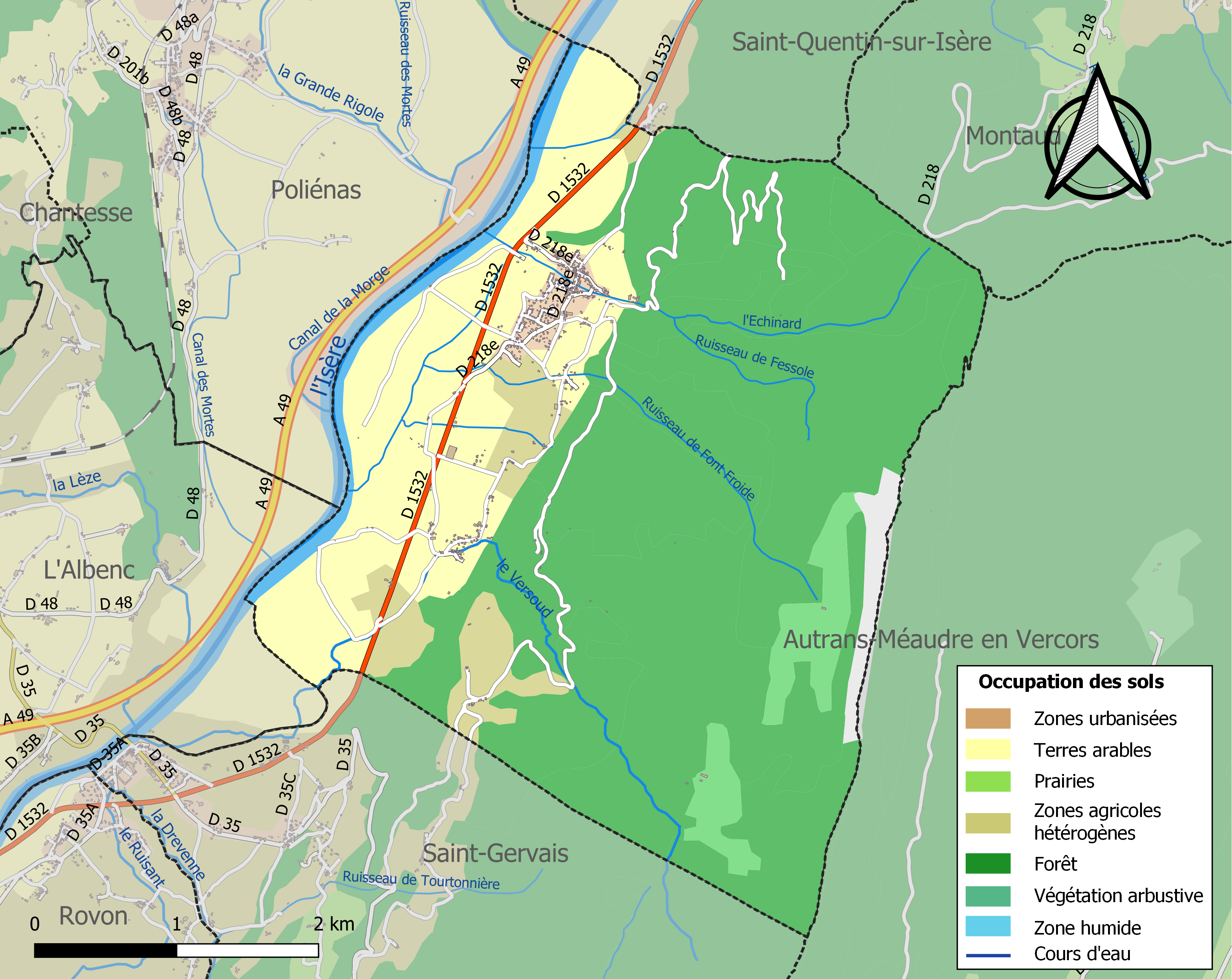
Carte des infrastructures et de l'occupation des sols de la commune en 2018 (CLC).

### Morphologie urbaine
Le territoire communal s'étend entre la plaine de l'Isère (Sud Grésivaudan) et les pentes occidentales du massif du Vercors. La commune, essentiellement rurale, comprend un bourg central de taille modeste et quelques petits hameaux entourés de noyeraies, tous situés dans la plaine de l'Isère. l'agglomération la plus proche est celle de Tullins.

### Lieux-dits, hameaux et écarts
Voici, ci-dessous, la liste la plus complète possible des divers hameaux, quartiers et lieux-dits résidentiels urbains comme ruraux, ainsi que les écarts qui composent le territoire de la commune de La Rivière, présentés selon les références toponymiques fournies par le site géoportail de l'Institut géographique national.
| - l'Île Chapoton - les Côtes - Revety - Pied Frais - Cabotière - Le Jarassier - Briquetier - le Mollard - l'Escale - les Vialière - Le Moulin | - Brandelière - Artets - Bouvatière - Thuillière - La Thulière - Le Lignet - Guizardière - Micandière - Le Ravoux - les Travers - les Monts |

### Risques naturels et technologiques

#### Risques sismiques
L'ensemble du territoire de la commune de La Rivière est situé en zone de sismicité n°4 (sur une échelle de 1 à 5), comme la plupart de ses communes voisines, notamment celles du massif du Vercors.
| Type de zone | Niveau            | Définitions (bâtiment à risque normal) |
| ------------ | ----------------- | -------------------------------------- |
| Zone 4       | Sismicité moyenne | accélération = 1,6 m/s2                |

## Toponymie
Le village se dénommait Rivesti au XIIIe siècle.
Selon André Plank, auteur d'un ouvrage sur l'étymologie des communes de l'Isère, le nom de La Rivière dériverait du latin Revesti qui signifie « revivre », à la suite de la dévastation d'un précédent village par une crue torrentielle de la rivière et du désir de reconstruire le village.

## Histoire

### Préhistoire et Antiquité
Les traces d'activité préhistorique les plus anciennes et connues à ce jour dans ce secteur datent du mésolithique. Celles-ci sont situées à proximité du site de la vallée des Écouges (près de l'ancienne chartreuse), dans le secteur du Pas de l'Échelle, lui-même situé sur le territoire de la commune voisine de Rovon.

### Moyen Âge et Renaissance
Fondée en 1116, la chartreuse des Écouges est un monastère de l'ordre des Chartreux. Celui-ci s'installe dans le massif du Vercors à 1 000 mètres d'altitude. C'est du village de Saint-Joseph de Rivière (aujourd'hui La Rivière) que naquit le seul chemin qui menait à ce monastère au départ de la vallée de l'Isère.
La Rivière fut d'abord une simple halte sur le chemin du monastère, puis une grange monastique (prieuré de Revesty) fut installée lorsque la neige trop abondante dans le massif empêcha les pères et les frères de se rendre aux « Écouges ». En 1294, les pères demandent une première fois à quitter la vallée à cause de l'abondance de la neige. Avant la fin du Moyen Âge, période correspondant au petit âge glaciaire, le monastère est abandonné.
Selon l'écrivain et historien Patrick-Olivier Eliott, le chemin menant de Revesty à l'ancienne chartreuse existait toujours en 2010.

### Époque contemporaine

#### Éboulement du 25 juillet 2024
Le 25 juillet 2024 vers 19 h, la carrière de la commune, située sur les flancs du coteau d'Artets (hameau du Lignet), à la limite des territoires des communes de Saint-Gervais et de L'Albenc), subit un éboulement de grande ampleur,. Tout un pan de la montagne s'écroule en contrebas. La route départementale RD1532, qui voit passer en moyenne 7 000 véhicules par jour, se retrouve ensevelie sous plusieurs mètres de roches. Les premières estimations évoquent des dizaines de milliers de mètres cubes écroulés. D'après le responsable de la carrière, aucun employé ne se trouvait sur place au moment de l'éboulement. Aucune disparition n'a été signalée le soir de la catastrophe.
La chapelle Notre-Dame-d'Armieux qui se situait sur la trajectoire de la zone éboulement et a été complètement ensevelie.

## Politique et administration

### Administration municipale
En 2020, le conseil municipal est composé de quinze membres.

### Liste des maires
| Période                                  | Période      | Identité              | Étiquette | Qualité |
| ---------------------------------------- | ------------ | --------------------- | --------- | ------- |
|                                          | 11 juin 1995 | André Cholier         |           |         |
| 11 juin 1995                             | 18 mars 2001 | Alexandre Gaillard    |           |         |
| 18 mars 2001                             | 2020         | Robert Alleyron-Biron | DVG       | Employé |
| 2020                                     | En cours     | Raymond Rolland       |           |         |
| Les données manquantes sont à compléter. |              |                       |           |         |

### Jumelage
La commune de La Rivière n'est jumelée avec aucune commune ou collectivité, que ce soit en France ou dans un pays étranger.

## Population et société

### Démographie
L'évolution du nombre d'habitants est connue à travers les recensements de la population effectués dans la commune depuis 1793. Pour les communes de moins de 10 000 habitants, une enquête de recensement portant sur toute la population est réalisée tous les cinq ans, les populations de référence des années intermédiaires étant quant à elles estimées par interpolation ou extrapolation. Pour la commune, le premier recensement exhaustif entrant dans le cadre du nouveau dispositif a été réalisé en 2007.

En 2022, la commune comptait 725 habitants, en évolution de −4,35 % par rapport à 2016 (Isère : +3,07 %, France hors Mayotte : +2,11 %).
| 1793 | 1800 | 1806 | 1821 | 1831 | 1836 | 1841 | 1846 | 1851 |
| ---- | ---- | ---- | ---- | ---- | ---- | ---- | ---- | ---- |
| 660  | 694  | 718  | 736  | 903  | 846  | 900  | 856  | 871  |

| 1856 | 1861 | 1866 | 1872 | 1876 | 1881 | 1886 | 1891 | 1896 |
| ---- | ---- | ---- | ---- | ---- | ---- | ---- | ---- | ---- |
| 784  | 752  | 758  | 749  | 717  | 618  | 622  | 575  | 547  |

| 1901 | 1906 | 1911 | 1921 | 1926 | 1931 | 1936 | 1946 | 1954 |
| ---- | ---- | ---- | ---- | ---- | ---- | ---- | ---- | ---- |
| 520  | 518  | 471  | 376  | 363  | 347  | 324  | 312  | 314  |

| 1962 | 1968 | 1975 | 1982 | 1990 | 1999 | 2006 | 2007 | 2012 |
| ---- | ---- | ---- | ---- | ---- | ---- | ---- | ---- | ---- |
| 258  | 244  | 214  | 312  | 363  | 469  | 540  | 551  | 745  |

| 2017 | 2022 | - | - | - | - | - | - | - |
| ---- | ---- | - | - | - | - | - | - | - |
| 747  | 725  | - | - | - | - | - | - | - |

### Enseignement
La commune est rattachée à l'académie de Grenoble. L'école élémentaire de La Rivière est située près de la mairie.

### Médias

#### Presse écrite
Historiquement, le quotidien à grand tirage grenoblois Le Dauphiné libéré consacre, chaque jour, y compris le dimanche, dans son édition du Sud Grésivaudan, un ou plusieurs articles lié à l'actualité du village et des communes riveraines, ainsi que des informations sur les éventuelles manifestations locales, les travaux routiers, et autres événements divers à caractère local.

#### Presse audiovisuelle
Ici Isère est la radio publique qui émet sur son territoire ainsi que dans tout le département de l'Isère.

### Lieux de culte
La communauté catholique et l'église de La Rivière (propriété de la commune) sont rattachées à la paroisse Saint-Joseph-des-deux-rives (relais de la Drevenne), elle-même rattachée au diocèse de Grenoble-Vienne.

## Économie
Le commune fait partiellement partie de l'aire géographique de production et transformation du « Bois de Chartreuse », la première AOC de la filière Bois en France.

### Le secteur agricole

#### La nuciculture
Une des principales activités de l'agriculture locale (au niveau communal et de ce secteur de la vallée de l'Isère) est la nuciculture. En effet, la partie occidentale de la commune, la plus proche des rives l'Isère, est couverte de noyeraies. Le noyer est un arbre de la famille des juglandacées qui est cultivé pour son fruit la noix qui se récolte à l'automne mais aussi pour son bois.
La noix est cultivée en tant qu'aliment (souvent vendue en sachet) mais aussi pour son huile. On peut découvrir à Grenoble et dans les environs des commerces (boulangerie, pâtisserie, épicerie, boutiques de souvenirs) proposant des offres de noix conditionnées ou emboîtées. En 1999, la Communauté de communes Chambaran Vinay Vercors à laquelle adhère la commune de La Rivière a fait l'acquisition d'une ancienne ferme traditionnelle avec son séchoir à noix, afin de créer une institution locale à vocation culturelle et touristique sous la forme d'un musée.

### Autres activités
La Rivière est une des communes d'un secteur de vignobles pouvant revendiquer le label IGP « Coteaux-du-grésivaudan », comme la plupart des communes de la moyenne vallée de l'Isère (Grésivaudan et cluse de Voreppe).

## Culture locale et patrimoine

### Lieux et monuments

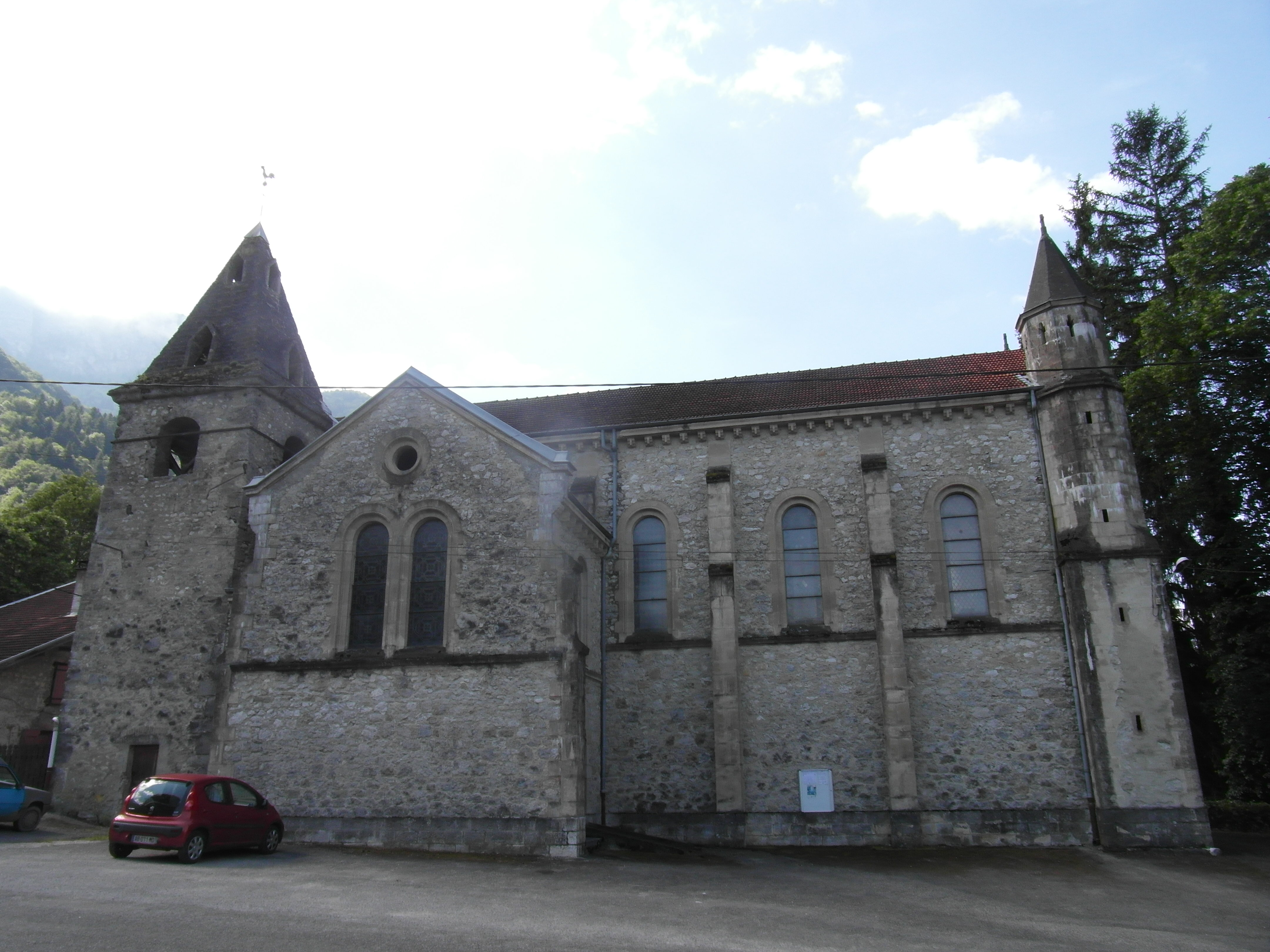
Église de La Rivière en 2017

#### La chapelle Notre-Dame-d'Armieu
Orthographiée « Armieu » ou « Armieux », il s'agissait d'une très modeste chapelle située à proximité de la route de Valence à Grenoble en limite de la commune avec la commune voisine de Saint-Gervais. Elle a été totalement détruite lors de l'éboulement du 25 juillet 2024.

#### LachapelleSaint-Roch
Située au hameau du Lignet et datant de la fin du (XIXe siècle), la chapelle se situe au carrefour de deux chemins vicinaux

#### Le château de Montal
Le château de Montal a été édifié au XVIIe siècle. Le bâtiment actuel est une élégante construction contre le Vercors, dominant le village et la vallée de l'Isère. La façade ouest est éclairée par 21 fenêtres, dont quelques meneaux. Le château possède également deux tourelles. La façade Vercors est flanquée d'une grosse tour carrée qui semble antérieure au château de plusieurs siècles : certains y voient là un vestige de la maison-forte qui eût précédé le château actuel, bâti vraisemblablement au XVIIe ou XVIIIe siècle.
Le château a été très remanié au XIXe siècle par la famille de Ferrier de Montal, famille de parlementaires dauphinois. Les communs sont encore très beaux : on peut y voir un beau séchoir à noix, typique du Bas Dauphiné. Depuis le XIXe siècle, Montal - encore appelé Monteau sur la carte de Cassini dressée au XVIIIe siècle - appartient à la famille de Ferrier de Montal, qui s'en est rendue acquéreur en 1845. Auparavant le château appartenait aux Pourret de Brunières puis aux Herculais.

#### L'églisenéo-romane Saint-Josephde La Rivière
Il s'agit de l'église paroissiale, bâtiment religieux à tradition catholique et construit durant le XIXe siècle.

#### Autres bâtiments
- Le Prieuré des Chartreux, dont il ne reste que quelques ruines, est situé au lieu-dit Revety. Datant de 1116 et il dépendait de la chartreuse des Écouges[35].
- Au village, il existe de vieilles demeures avec des fenêtres en meneaux[35].

### Patrimoine naturel

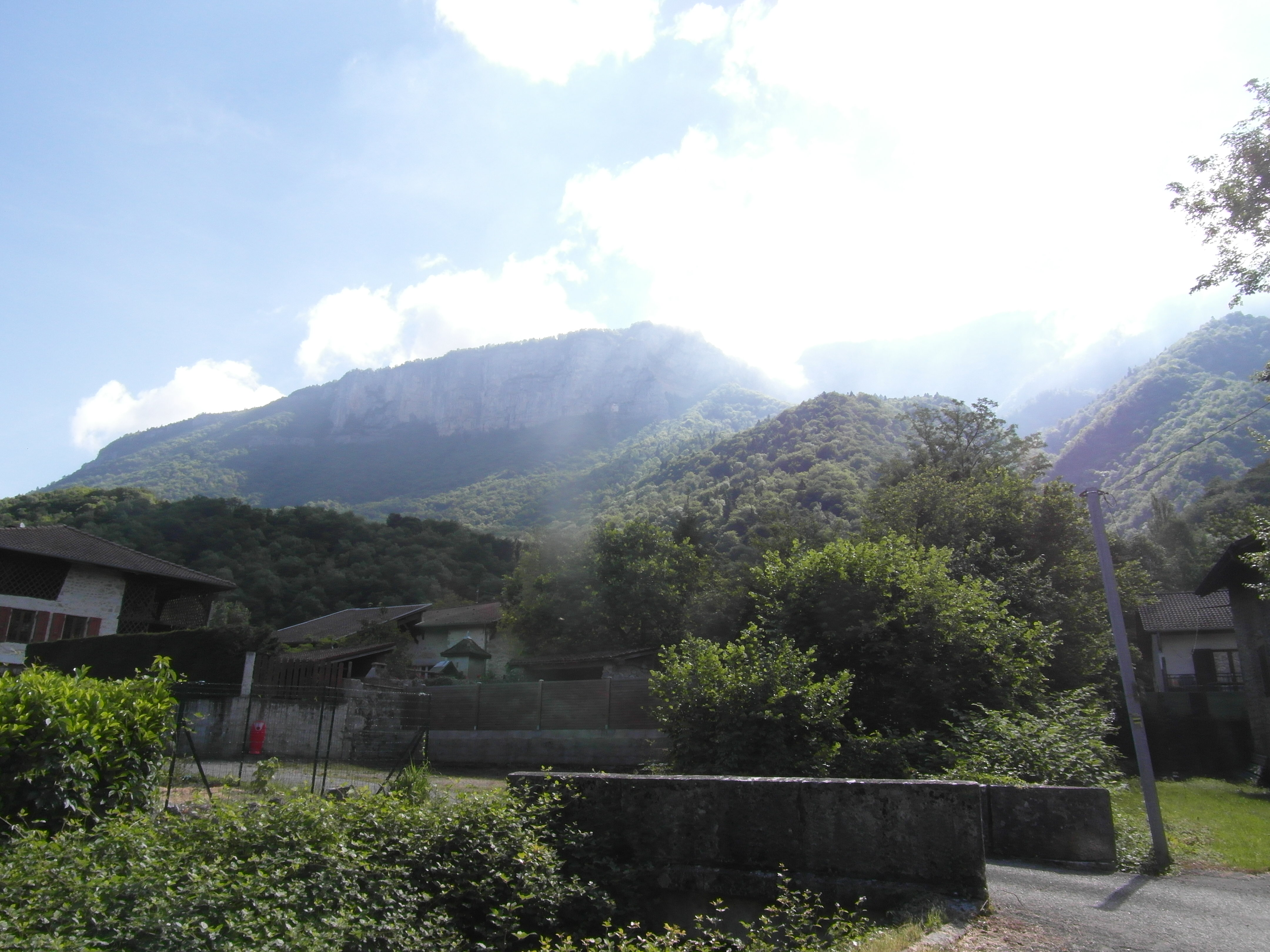
Bec de l'Orient vue du Bourg de La Rivière

La vallée des Écouges
Le secteur de la vallée des Ecouges a été classé Le 10 février 2003 par le conseil général de l’Isère qui a acquis les 918 hectares du domaine des Écouges au titre des «espaces naturels nensibles du département»

### Patrimoine industriel

#### Carrière du Lignet
La carrière située au Sud du Lignet, entaillée dans le calcaire urgonien, a été exploitée à partir de 1860 environ par la Société des Carrières de l'Echaillon et son produit fut vendu sous le nom d' "Echaillon jaune", ce qui a créé quelque confusion avec le véritable Echaillon qui est du Portlandien. La carrière ferma vers 1967. Le matériau, blanc jaunâtre, parcouru de veines irrégulières blanches ou brunes, était susceptible de prendre un très beau poli. On le trouve dans de nombreux monuments grenoblois, mais il a également été expédiée dans de nombreuses régions de France (voir Debelmas, 1990). Il a dû exister des exploitations plus anciennes, antérieures au 19° siècle, car cette pierre a été très utilisée pour le dallage des anciennes églises de Grenoble (St Louis, St André, etc.) et de ses environs (abbaye de St Antoine).
La carrière présente aujourd'hui de belles dalles patinées dont l'inclinaison augmente vers le haut. Des fronts de taille marqués par des trous de mine sont visibles, ainsi que des lignes horizontales de petits trous qui sont les fonds de trous de mines plus anciens.

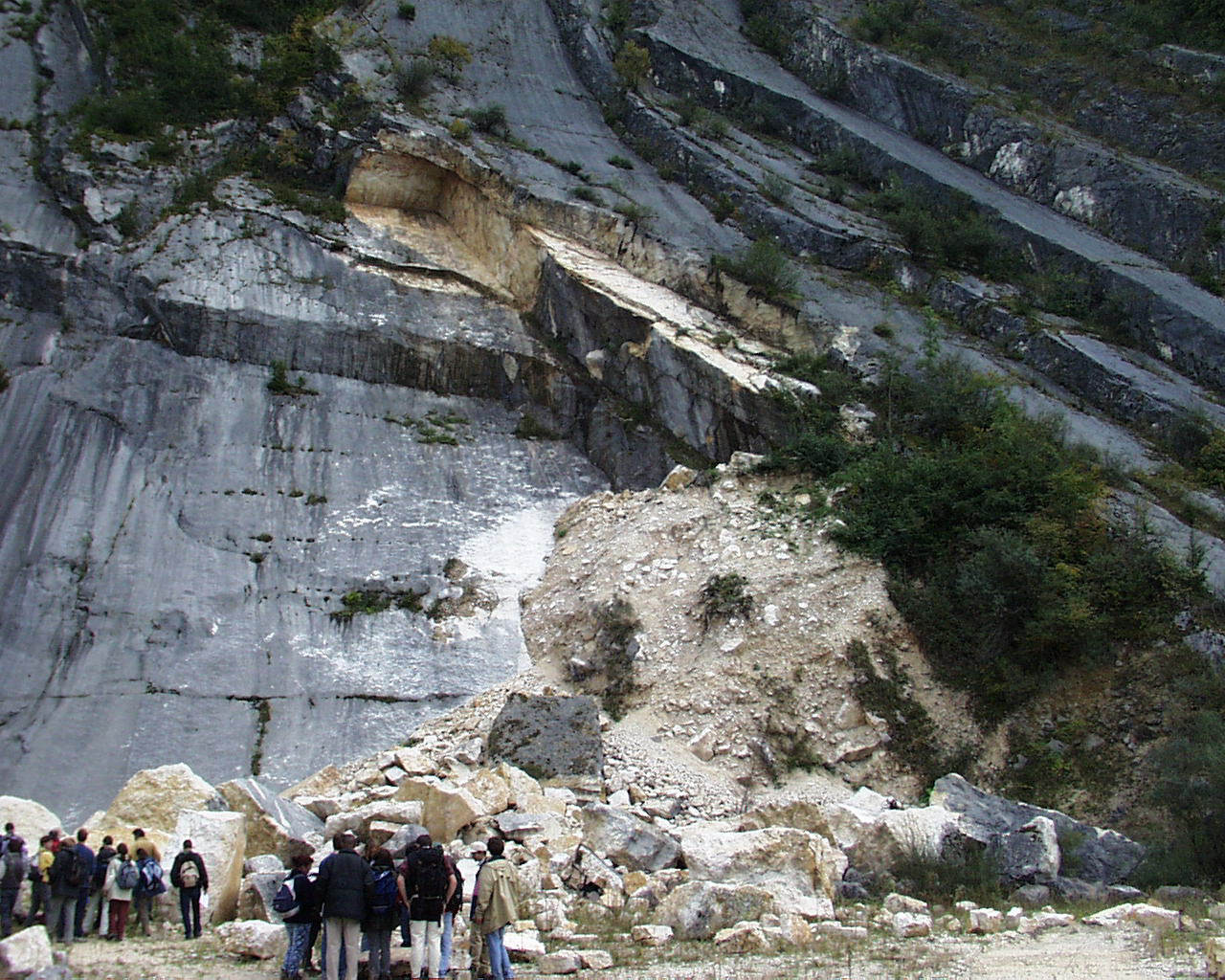
Eboulement du 24/07/2001 dans la carrière du Lignet

Le 24 juin 2001, une école d'escalade était inaugurée sur le site. Mais dans la nuit du 24 juillet, un ban rocheux d'environ 700 m3 a glissé de la partie médiane de la paroi, ce qui a conduit à l'arrêt de l'activité d'escalade sur ce site.

### Héraldique
|  | La Rivière (Isère) possède des armoiries dont l'origine et le blasonnement exact ne sont pas disponibles. |

## Pour approfondir